# Szensztacki Instytut Sióstr Maryi
Szensztacki Instytut Sióstr Maryi – jedna ze wspólnot Ruchu Szensztackiego. 
Instytut ma siedziby na wszystkich kontynentach. W Polsce rozwija się od 1946 r. i należy do wspólnot inspirujących duchowo Ruch Apostolski z Szensztat. Siedziba polskiej prowincji Szensztackiego Instytutu Sióstr Maryi, a jednocześnie Centrum Ruchu w Polsce mieści się w Świdrze koło Warszawy. 
Ideałem sióstr jest naśladowanie Maryi oraz ukazywanie dzisiejszemu światu wielkości i piękna powołania kobiety. Swoje powołanie realizują w różnych dziedzinach pracy apostolskiej i wychowawczej w diecezjach: z dziećmi, z młodzieżą, z rodzinami. Podejmują również pracę ewangelizacyjną na Wschodzie. Pracę apostolską wspierają nieustanną modlitwą Siostry Wieczystej Adoracji Najświętszego Sakramentu, które są kontemplacyjną wspólnotą Instytutu.